# Dark wave
A darkwave vagy dark wave (jelentése: sötét hullám) egy 1980-as évek elején kialakult zenei stílus, forrásainak elsősorban a new wave, gothic rock és a post-punk tekinthető. Magát a darkwave kifejezést először new wave zenekarok sötétebb tónusú szerzeményeire kezdték el használni (pl. The Cure zenekar néhány dala). New wave-es zenei alapokra épül, de mély hangtónusok és sötét, befelé forduló, gyakran bánatos hangulat jellemzi. Több zenekar viszi el a hangzásvilágot atmoszférikusabb irányba, sőt még Indusztriális elemeket magukba olvasztó együttesek is előfordulnak.
A műfajnak kialakultak szimfonikusabb ágazatai is (Neoklasszikus dark wave és ethereal wave), ami modern komolyzenei dalszerkezetbe helyezi a műfaj gótikus-melankolikus érzésvilágát, gyakran légies angyali női énekekkel kiegészítve, hegedűt, zongorát, rézfúvósokat vagy egyéb élő hangszereket is felhasználva a szintetizátorok mellett.

## Ismertebb előadók
- Ataraxia
- Blutengel
- Clan of Xymox
- Dead Can Dance
- Deine Lakaien
- Diary of Dreams
- Emilie Autumn
- Faith and the Muse
- L'Âme Immortelle
- The Birthday Massacre
- The Sisters of Mercy
- The Mission